# Dianthidium discors
Dianthidium discors är en biart som beskrevs av Timberlake 1948. Dianthidium discors ingår i släktet Dianthidium och familjen buksamlarbin. Inga underarter finns listade i Catalogue of Life.